# 孙利民 (物联网专家)
孙利民，中国科学院大学“物联网安全”首席教授，物联网安全技术北京市重点实验室主任，CCF高级会员、物联网专委会秘书长，主要研究方向是物联网及其安全，先后承担”973“等多项中国国家级课题，出版多本专著，学术论文数百篇，申请中国国家发明专利或软件著作权50余项。